# ريك سوير
ريك سوير (بالإنجليزية: Rick Sawyer)‏ هو لاعب كرة قاعدة أمريكي، ولد في 7 أبريل 1948 في بيكرسفيلد في الولايات المتحدة.

## وصلات خارجية
- ريك سوير على موقعبيزبول رفرنس.كوم (الدوري الرئيسي) (الإنجليزية)
- ريك سوير على موقعبيزبول رفرنس.كوم (الدوري الثانوي) (الإنجليزية)